# Orinocói krokodil
Az orinocói krokodil (Crocodylus intermedius) a hüllők (Reptilia vagy Sauropsida) osztályába, a krokodilok (Crocodilia) rendjébe és a krokodilfélék (Crocodylidae) családjába tartozó faj.

## Előfordulása
Dél-Amerika északi részén, Kolumbia és Venezuela területén, az Orinocóban és mellékfolyóiban, illetve az időszakosan vízzel borított síkságokon (llanók) él.

## Megjelenése
A nagyobb méretű krokodilok közé tartozik, a kifejlett hímek akár öt méter hosszúra is megnőhetnek (régebbi, meg nem erősített adatok szerint akár 6-7 méteresre is megnőhetett). A pofa meglehetősen hosszú és karcsú, némileg az afrikai páncélos krokodiléhoz hasonlít. Hátpáncélzata szimmetrikus.

## Életmódja
A fiatal krokodilok gerinctelenekkel és kisebb halakkal, a kifejlett egyedek nagyobb halakkal, madarakkal és emlősökkel táplálkoznak.

## Szaporodása
A tojásrakásra január-február folyamán, a száraz évszakban kerül sor. A nőstény homokpadokba ássa fészkét, amelybe nagy számú (15–70, általában 40) tojását rakja. A tojások körülbelül hetven napon át fejlődnek a fészekben, amit anyjuk kitartóan védelmez – a tojásokat így is veszélyeztetik a keselyűk és a tejufélék közé tartozó gyíkok. A fiatalok az esős évszak kezdetén kelnek ki, és anyjuk 1-3 éven keresztül a közelükben marad, védelmezve őket.

## Természetvédelmi helyzete
Élőhelyének jelentős beszűkülése, populációinak felaprózódása és példányszámának csökkenése miatt a Természetvédelmi Világszövetség súlyosan veszélyeztetettnek nyilvánította.